# انقلاب 1980 في فولتا العليا
في 25 نوفمبر 1980، وقع انقلاب عسكري في فولتا العليا (حاليا بوركينا فاسو). فبعد فترة طويلة من الجفاف والمجاعة والاضطرابات الشعبية والإضرابات العمالية، أطاح العقيد ساي زربو بالرئيس سانغولي لاميزانا، وهو قائد عسكري آخر. تم الإطاحة بزربو نفسه بعد عامين فقط.

## خلفية
حصلت فولتا العليا على استقلالها عن فرنسا في عام 1960، وبعد ذلك بدأ الرئيس موريس ياميوغو في إنشاء ديكتاتورية الحزب الواحد التي يحكمها حزب التجمع الديمقراطي الأفريقي الخاص به. بعد عدة انتخابات مزورة وميزانية تقشف جديدة قيد التنفيذ، انتفضت النقابات العمالية القوية ضد الرئيس، مما تسبب في انقلاب 1966، والذي تولى فيه المقدم سانغولي لاميزانا السلطة. كان هذا بداية حقبة طويلة من الحكم العسكري في فولتا العليا وبعد ذلك بوركينا فاسو.
استمر لاميزانا في حكم البلاد كديكتاتور عسكري حتى الانتخابات الرئاسية في فولتا العليا عام 1978، عندما تم انتخابه زعيماً لنظام مدني. خلال السبعينيات، واجهت حكومة لاميزانا العديد من المشاكل، من بينها استمرار المعارضة من النقابات العمالية، وصعود مجموعات معارضة سياسية جديدة، وجفاف الساحل، وزيادة التصحر، وما إلى ذلك. وصلت الحاجة إلى المساعدات الخارجية إلى مستويات قياسية في عام 1979، حيث شكلت 70٪ من ميزانية الحكومة.
في فبراير 1979، أطلقت النقابات العمالية الرئيسية حملة جديدة ضد لاميزانا. في مايو، قُبض على اثنين من القادة العماليين البارزين لتحريضهما على التمرد، وسرعان ما أدّى الأمر إلى الإضرابات الاحتجاجية التي استمرت أسبوعًا إلى أن أُطلق سراحهما. بعد شهرين، استنكر لاميزانا المطالب الوحدوية، داعيا إلى الوحدة الوطنية. بحلول ديسمبر، أقر الرئيس أخيرًا باعتماد البلاد على المساعدات الغربية من أجل البقاء. في 7 يناير 1980، بدأ إضراب عام، لكنه لم ستمر طويلا، غير أنّه سبّب المزيد من المتاعب للرئيس لاميزانا.

## تفاصيل الانقلاب
في 1 أكتوبر، بدأ معلمو المدارس الإضراب، وتحول إلى إضراب عام كامل بحلول أوائل نوفمبر، مما فرض ضغوطًا شديدة على الحكومة. في 12 نوفمبر، نجا الرئيس لاميزانا من اقتراح سحب الثقة بهامش 33-24 صوتًا. بينما وافق المعلمون في 22 نوفمبر على العودة إلى العمل، لم تبلغ الاضطرابات ذروتها بعد.
في 25 نوفمبر، قاد العقيد ساي زيربو انقلابًا عسكريًا أطاح بالرئيس لاميزانا. حاولت شرطة مكافحة الشغب، المنتشرة ضد العمال المضربين، القيام بانقلاب مضاد لدعم لاميزانا، لكنها فشلت في إعادته. زربو العسكري المخضرم، ووزير الخارجية السابق (1974-1976)، وقائد فوج الجيش في العاصمة واغادوغو، ورئيس المخابرات العسكرية، قام بتعليق الدستور، وأنشأ اللجنة العسكرية للإنعاش من أجل التقدم الوطني، المجلس العسكري المكون من 31 عضوًا. كان العديد من أعضاء المجلس العسكري من الشباب والراديكاليين، ومن بينهم الرئيسين المستقبليين توماس سانكارا وبليز كومباوري. من بين أطياف المجتمع التي دعمت الانقلاب كان شعب موسي وكاثوليك فولتا العليا، وهما مجموعتان مهمّشتان من قبل لاميزانا، على الرغم من أن زربو مثل سلفه كان من مسلمي عرقية بيسا.

## بعد الانقلاب
حصل الرئيس الجديد زيربو في البداية على دعم النقابات العمالية، كما حصل لاميزانا سايقا بعد انقلاب عام 1966، حيث حصل على دعم المعلمين المضربين بعد قبول معظم مطالبهم. كما دعم الزعماء التقليديون زربو. في 16 ديسمبر، شكل حكومة من 16 وزيرا.
في شهر مايو، واجهت الحكومة احتجاجات كبيرة، بعد أن أعلن زربو فرض الخدمة العسكرية الإلزامية، كما حذّر النقابات من مراقبة لهجتها تجاه النظام. لاحقًا، بعد الاضطرابات المستمرة، حظر الإضرابات العمالية قبل أسابيع قليلة من الذكرى السنوية الأولى للانقلاب.
بعد عامين، أطاح الجيش بزيربو في انقلاب آخر في عام 1982، مما جعل الرائد الدكتور جان بابتيست ويدراوغو رئيسًا. واستمر الحكم العسكري في البلاد منذ ذلك الحين، مع العديد من الانقلابات ومحاولات الانقلاب.